# La Sure-en-Chartreuse
La Sure-en-Chartreuse es una comuna nueva francesa situada en el departamento de Isère, de la región de Auvernia-Ródano-Alpes.

## Historia
Fue creada el 1 de enero de 2017, en aplicación de una resolución del prefecto de Isère de 2 de septiembre de 2016 con la unión de las comunas de Pommiers-la-Placette y Saint-Julien-de-Raz, pasando a estar el ayuntamiento en la antigua comuna de Saint-Julien-de-Raz.

## Demografía
| Gráfica de evolución demográfica de La Sure-en-Chartreuse entre 1800 y 2013 |
|                                                                             |

Los datos entre 1800 y 2013 son el resultado de sumar los parciales de las dos comunas que forman la nueva comuna de La Sure-en-Chartreuse, cuyos datos se han cogido de 1800 a 1999, para las comunas de Pommiers-la-Placette y Saint-Julien-de-Raz de la página francesa EHESS/Cassini. Los demás datos se han cogido de la página del INSEE.

## Composición
| Comuna delegada      | Código INSEE | Población (2013) | Superficie (km²) | Densidad (hab./km²) |
| -------------------- | ------------ | ---------------- | ---------------- | ------------------- |
| Pommiers-la-Placette | 38312        | 554              | 16.92            | 33                  |
| Saint-Julien-de-Raz  | 38407        | 429              | 10.81            | 40                  |